# Станиславов пролог
Станиславов пролог — среднеболгарская рукопись, хранящаяся в библиотеке Сербской академии наук и искусств (№ 53), Белград. Состоит из 321 листа пергамента и содержит краткие (прологи) жития святых, расположенные в календарном порядке, в том числе и Гавриила Лесновского. В примечании в конце Пролога говорится, что рукопись была скопирована Станиславом в Лесновском монастыре по приказу своего аббата Феодосия в 1330 году при царе Стефане Уроше, убившем «сильного болгарского царя Михаила Шишмана».